# Західний (Дніпро)
Західний — житловий мікрорайон в Новокодацькому районі міста Дніпро, в західній його частині.

## Історія
У XVIII-XIX століттях біля сучасного житлового масиву знаходився хутір (згодом слобода) Криниці, що дав назву Криничній балці у верхів'ї якої був розташований.
У радянські часи цехи заводів розрослися, кількість населення збільшилась і виникла потреба у будівництві робітничого району біля промислової зони. Мікрорайон почали будувати в 60-х роках. У ті роки преса застосовувала здебільшого термін «селище Західний». Відкриття району поклало початок «епосі житлових масивів» в історії Дніпра. Після забудови Західного виникли й інші мікрорайони міста — Червоний Камінь, Перемога, Тополя, Сокіл та інші. Так писала газета «Зоря» 16 лютого 1969 року:
|  | Новосілля селища Західного. На околиці обласного центру у селищі Західному з'явились десятки п'ятиповерхових будинків. Їх спорудили працівники тресту «Дніпрожитлобуд». Кілька днів йдуть сюди машини, навантажені новими меблями, холодильниками, телевізорами. Новосілля… Переселяються робітники і службовці заводів і ремонтних трестів Дніпропетровська… В нових будинках оселилися вже 250 сімей, а до дня виборів у місцеві Ради всього відзначать новосілля 500 родин. У селищі Західне в цьому році споруджуватимуть дитячий комбінат, магазини, нову школу. Скоро стане до ладу автоматична телефонна станція. |

На Західному селилися переважно робітники Дніпровського металургійного заводу, Дніпропетровського трубного заводу, Дніпроважмашу, Дніпрококсу та інших.

## Характер забудови та інфраструктура

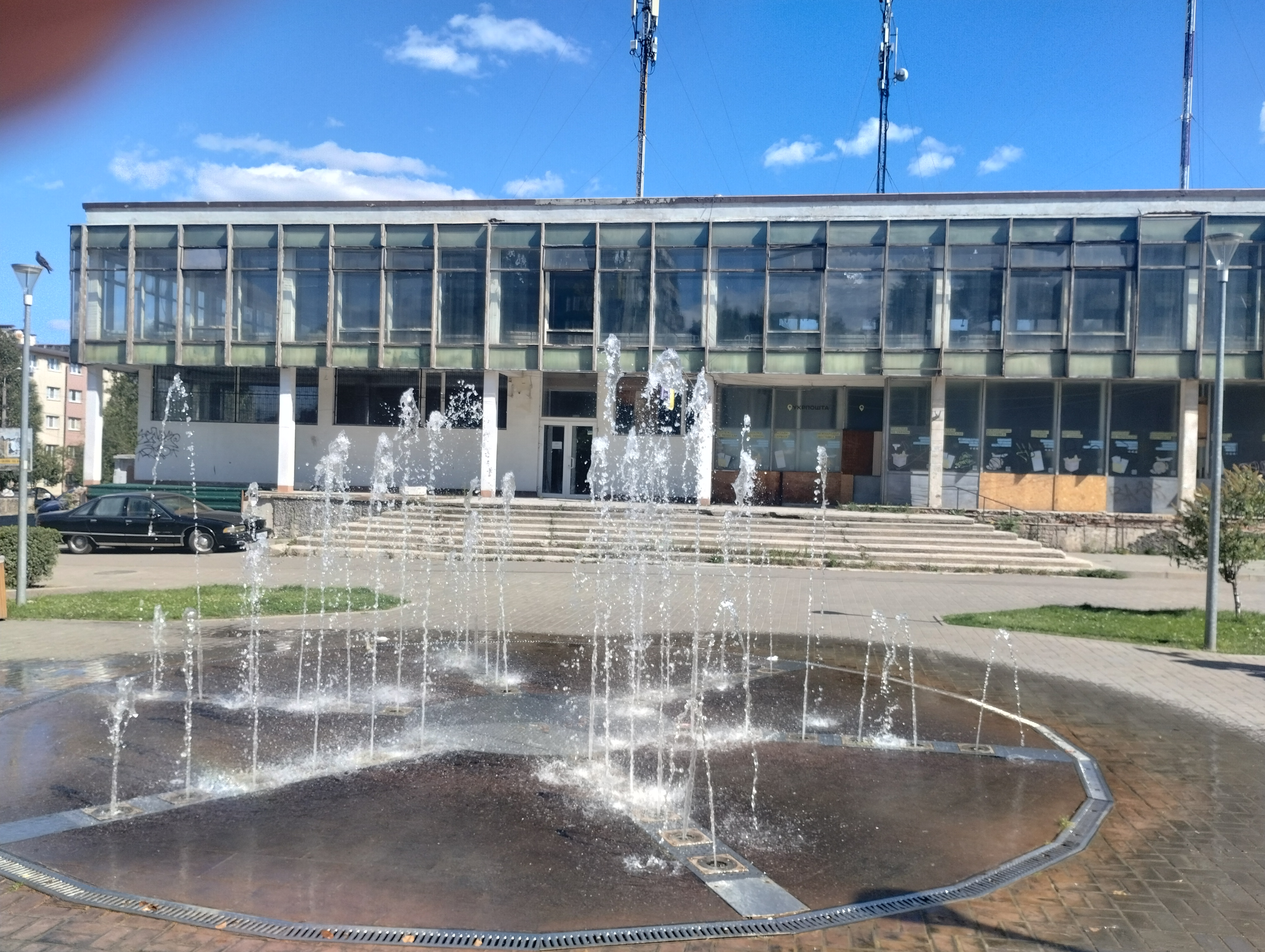
Новокодацький РАЦС. Вулиця Данила Галицького 77

З одного боку Західний оточений промзоною, з іншого — лісами та балками. До середини 1970-х у мікрорайоні з'явилися квартали п'ятиповерхових та дев'ятиповерхових будинків, гуртожитки, школи, дитсадочки, магазини. Найдовший на житловому масиві будинок складається з 12 під'їздів.
На житловому масиві діє супермаркет «АТБ», ринок, дрібні магазини.

### Виправна колонія для чоловіків №89
На масиві розташована Дніпропетровська виправна колонія для чоловіків № 89. Вона поділяється на 3 частини — житлова зона, виробнича зона на 6 цехів і штрафний ізолятор (ШІЗО). Її історія сягає 1945 року. Тоді на дільниці селища Західний було засновано табір для німецьких військовополонених. У той час побудували перші одноповерхові бараки та споруду арматурного цеху. У 1947 році військовополонених вивезли до Німеччини, а територію з бараками передали у розпорядження Дніпропетровської виправної колонії. У 1948 році до колонії надійшов перший контингент засуджених, відкрилося професійно-технічне училище. Засуджені почали працювати на будівництві промислових цехів Дніпроважмашу та житлових будинків Західного. У 1973 році на території колонії відкрилася загальноосвітня школа № 33. Через ріст захворюваності на туберкульоз у 1997 році при колонії була створена міжобласна туберкульозна лікарня. Значна частина хворих надходить з інших областей. У 2003 році прийняте рішення про організацію будівництва сектору максимального рівня безпеки для утримання засуджених до довічного позбавлення волі.

### Міська клінічна лікарня №4
На Західному розташована міська клінічна лікарня № 4 — багатопрофільний медичний заклад, що надає консультативно-діагностичну та лікувальну допомогу мешканцям Дніпра та Дніпропетровської області. Її історія починається у 1969 році, коли було прийняте рішення скласти проєкт на будівництво комплексу обласної лікарні на 1000 ліжок на ж/м Західний. На початку 1970-х років в місті виникла потреба у створенні багатопрофільної лікарні, оскільки не вистачало місць для стаціонарного лікування. Будівництво неодноразово зупинялося через відсутність фінансування і було законсервовано до 1986 року. У 1986 році проєкт поновили і до кінця року запрацювала поліклініка. Новий етап будівництва всього комплексу почався в 1987 році. Проєкт завершили в лютому 1990 року, а в березні у терапевтичне відділення госпіталізували першого хворого. За лікарнею було закріплено 18,6 тисячі мешканців району, 11,4 тисячі робітників заводів, й за спеціалізованими відділеннями — усі мешканці Дніпра. Лікарня у своєму складі має 29 профільних відділень. Серед них — відділення онкології, судинної хірургії, мамології, нефрології, функціональної діагностики та інші. На базі закладу працюють 6 наукових кафедр Дніпровського медичного університету

### Катеринославське єврейське кладовище
Також на житловому масиві знаходиться старовинне єврейське кладовище. Найперші земельні ділянки були виділені катеринославською владою для єврейської громади ще на початку XIX сторіччя. Активісти місцевої єврейської громади відновили кладовище. На кожній з ділянок розташовано 200—300 могил, з загальним числом поховань понад 2 500.

### Сквер

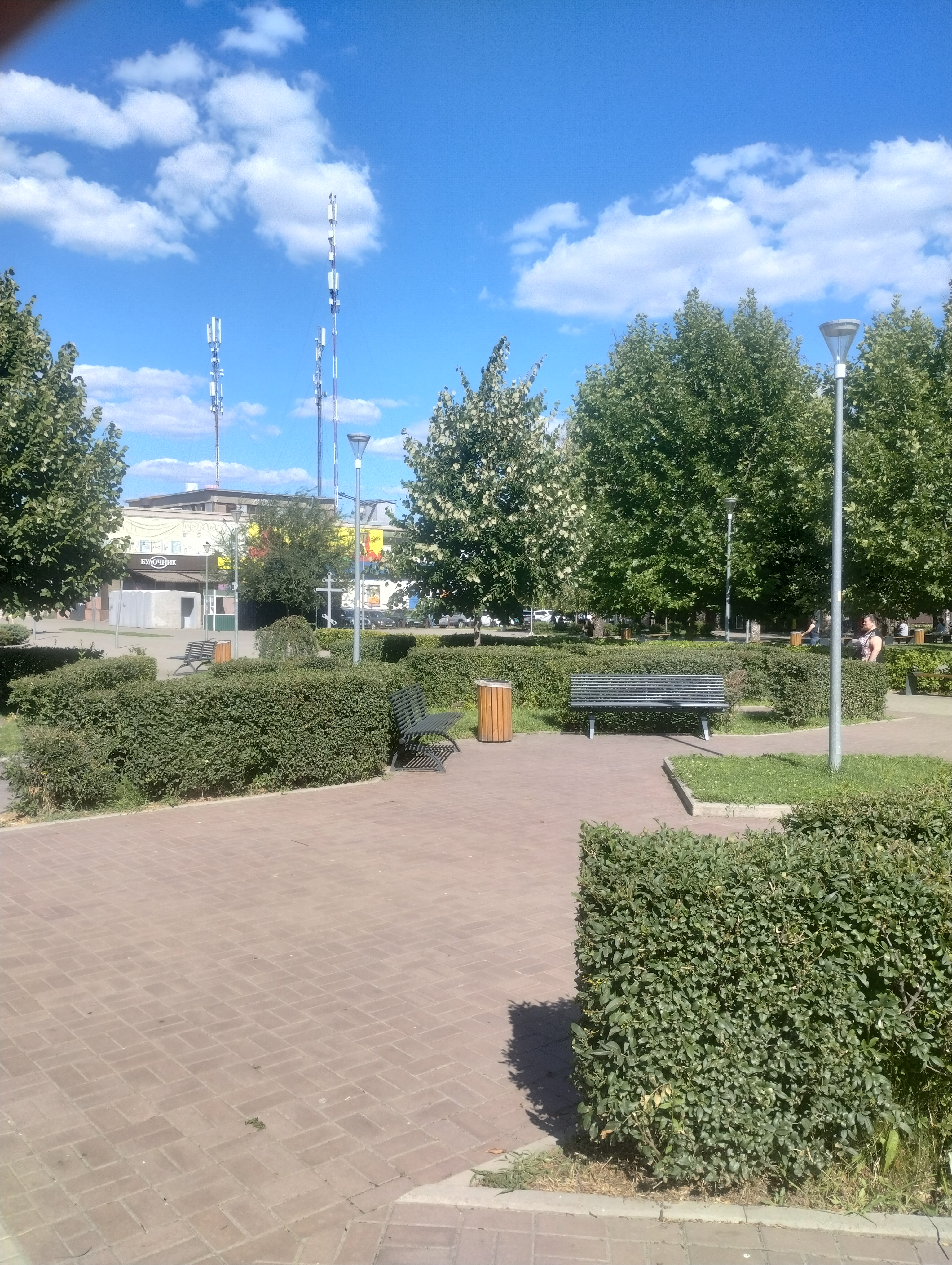
Сквер житлового масиву Західний

У 2019 році на Західному побудували новий сквер площею у 1,5 гектари, що розташовано від вулиці Данили Галицького до Ближньої вулиці. Проєкт почали восени 2018 року. У центрі масиву з'явився фонтан, реконструйований спортивний майданчик, дитячий майданчик, альтанка та інше.

## Освіта
Школи:
- Середня загальноосвітня школа № 91 — вулиця Данила Галицького, 52 (з українською мовою навчання)
- Середня загальноосвітня школа № 93 — вулиця Данила Галицького, 54 (з 2022 року з українською мовою навчання)

Дошкільні заклади:
- Дошкільний навчальний заклад (ясла — садок) № 182 — Волинська вулиця, 10
- Дошкільний навчальний заклад (ясла-садок) № 233 — Фосфорна вулиця, 5-а
- Дошкільний навчальний заклад (ясла-садок) № 241 комбінованого типу — вулиця Данила Галицького, 49

## Транспорт
Від самого початку однією з головних проблем Західного став транспорт. Дістатися до житлового масиву можна тільки зі східного боку по вулиці Маяковського. За радянських часів на Західний почали ходити трамваї. Замість маршруток курсували кілька традиційних автобусних маршрутів.
Зараз з Західного можна доїхати у центр Дніпра, на житлові райони Тополя, Перемога, мікрорайон Червоний Камінь громадським транспортом без пересадок.
До житлового масиву курсують:
- трамваї № 5, 14;
- маршрутні таксі № 39, 58, 86, 100, 118.

### Проєкт «Великого кільця»
У 1960-х була висунута ідея «Великого кільця» навколо центру міста або проспекту Пилипа Орлика (раніше — проспекту Ілліча). Східна гілка проспекту повинна була перетнути Рибальську і Аптекарську балки, проспект Мазепи (раніше — Петровського) і далі зійти по естакаді вниз до Дніпра і вийти на Кайдацький міст, який спорудили, як частину цього проєкту. Мікрорайон Західний мав бути приєднаний транспортною артерією до частини Великого кільця між проспектом Мазепи й узвозом до Кодацького мосту, що мала пройти від мікрорайону долиною балки на схід до району Сухого острову й Дніпрококсохіма. Проте повністю цей проєкт не був реалізований і Західний залишився без зручних підходів з сусідніх пагорбів.
У 2000-ні роки була презентована ідея естакади з вулиці Київської до Західного і Кайдацького мосту. Однак на даний момент цей транспортний проєкт заморожений.